# Dicrolene longimana
Dicrolene longimana är en fiskart som beskrevs av Smith och Radcliffe, 1913. Dicrolene longimana ingår i släktet Dicrolene och familjen Ophidiidae. Inga underarter finns listade i Catalogue of Life.